# 337年
| 千纪： | 1千纪                                                                                           |
| 世纪： | 3世纪 \| 4世纪 \| 5世纪                                                                         |
| 年代： | 300年代 \| 310年代 \| 320年代 \| 330年代 \| 340年代 \| 350年代 \| 360年代                       |
| 年份： | 332年 \| 333年 \| 334年 \| 335年 \| 336年 \| 337年 \| 338年 \| 339年 \| 340年 \| 341年 \| 342年 |
| 纪年： | 丁酉年（鸡年）；成汉玉恒三年；东晋咸康三年；前凉建兴二十五年；后赵建武三年                      |

## 大事记
- 中国
  - 慕容皝稱燕王，前燕建国。
- 波斯
  - 薩珊王朝沙普爾二世以羅馬帝國抗議波斯對基督教的迫害為藉口，對羅馬宣戰。
- 羅馬帝國
  - 君士坦丁一世的三個兒子君士坦丁二世、君士坦提烏斯二世和君士坦斯一世同時繼位，並且瓜分了帝國，直到350年由君士坦提烏斯二世達成暫時的統一。
- 高加索
  - 基督教傳入格魯吉亞，古格魯吉亞文字為希臘文、敘利亞文所混合。

## 逝世
- 5月22日——君士坦丁大帝，拜占庭皇帝（272年出生，65岁）